# Камбанка
Камбанките (Campanula) са голям род от семейство Камбанкови, обхващащ около 300 вида едно-, дву- и многогодишни растения, всички с цветове приличащи на камбанки. В зависимост от климатичните особености в северните райони размерите им са от 5 см височина до 2 м в южните по-топли региони. 

## Етимология
Ботаническото име на рода произхожда от формата на цветовете на растенията – от латински: campanula означава „камбанка“.

## Естествен хабитат
Среща се в Европа, Средиземноморието, Средна Азия, някои части на Северна Америка.

## Описание
Листата често са различни на едно и също растение, в основата на стеблото листата са по-широки, нагоре се стесняват. Краищата им могат да бъдат назъбени или гладки – понякога едновременно на едно също растение. Съцветията са сложноцветни, цветовете са камбановидни, най-често сини или лилави, по-рядко бели или розови. Плодът е капсуловидна кутийка, в която са събрани семената.
Цъфтят през пролетта и лятото.

## Видове
Този списък е в процес на подреждане по азбучен ред
- Campanula pyramidalis  (коминовидна камбанка) – сравнително по-топлолюбив вид, произхожда от планините на Южна Европа. Достига 1 – 1,30 м височина, и пирамидални съцветия от звездички с диаметър до 5 см. Цъфти в края на лятото, в бяло или синьо.
- Campanula medium – Кентърберийски камбани – двугодишен вид, достига на височина от 60 до 90 см, особено се отличава с големите камбани, някои от които изглеждат като чашка, положена в чинийка. Обикновено са сини, но има и бели, розови и лилави. Цъфти в началото на лятото, възможен е и втори цъфтеж, ако се изреже веднага след първия. Добре се съчетава с всички цветя, но особено добре стои с папрати, хости и екзотичната китайска примула – Primula valii
- Campanula latifolia – гигантска кампанула, многогодишна, цветовете са сини или бели, достига до метър.
- Campanula trachelium – синьо, бяло, розово, с прости или кичести цветове, цъфти през лятото. Популярен е сортът Бернис.
- Campanula glomerata – много популярен многогодишен вид, обикновено е синьо-лилава, но има и бели и розови сортове, цъфти през пролетта и лятото.
- Прасковолистна камбанка (Campanula persicifolia) – многогодишен, много популярен вид, бели или сини звездички на високи тънки стъбла, достигащи до 1 м. Цъфти от юни до септември, произхожда от Южна Европа.
- Campanula americana – висок вид, с нетипични цветове, при засяване през есента е едногодишен вид, при пролетно засяване, двугодишен.
- Campanula isophylla – многогодишно растение с висящи стебла и красиви цветове с 5 листа в бяло и синьо. Разпространено в Северна Италия, където презимува, но в саксия това не е възможно.
- Campanula thyrsoides – двугодишно.